# Oncidium planilabre
Oncidium planilabre là một loài thực vật có hoa trong họ Lan. Loài này được Lindl. mô tả khoa học đầu tiên năm 1851.

## Hình ảnh

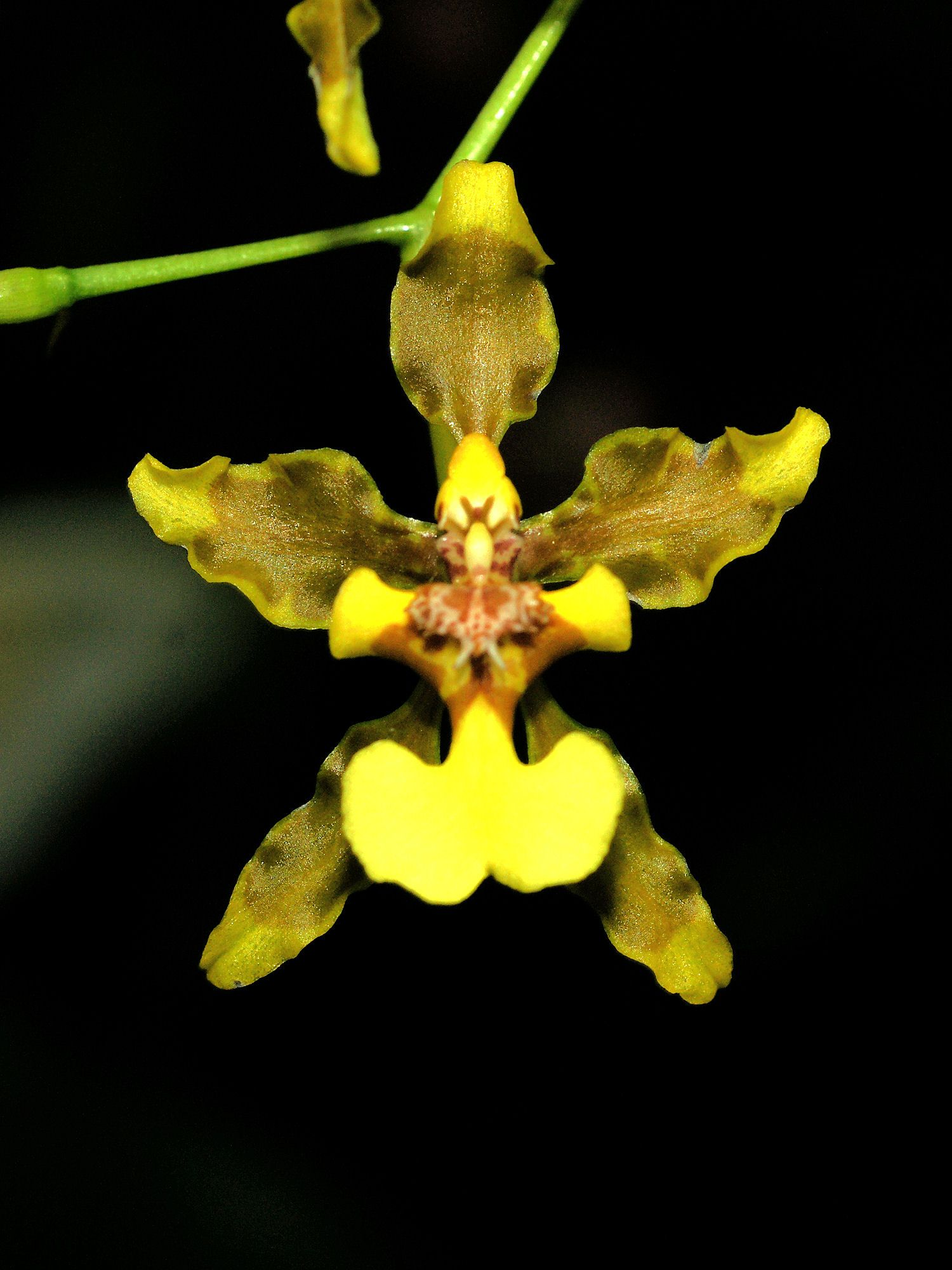